# Felejthetetlen ajándék
A Felejthetetlen ajándék (eredeti cím: A Gift to Remember) 2017-ben bemutatott amerikai televíziós romantikus-filmdráma, melyet Kevin Fair rendezett, Ali Liebert, Peter Porte és Tina Lifford főszereplésével.
Egy könyvárus hölgy biciklivel elüt egy jóképű idegen férfit, és úgy érzi, segítenie kell, hogy a férfi visszanyerje az emlékezetét.

## Cselekmény
Egy fiatal és kedves könyvesboltos hölgy, Darcy Archer minden nap biciklivel megy dolgozni. Egyik reggel nem kel fel időben, ezért sietnie kell. Az utcán figyelmetlenségből összeütközik egy jóképű idegen férfival, aki a kutyáját sétáltatta. A férfi elterül a járdán és csak később, a kórházban tér magához. Darcy megfogja a barátságos kutya pórázát, aminek a nyakörvén szerencsére rajta van egy lakcím. A férfi lakáskulcsa kiesett a zsebéből a balesetkor, amit Darcy magához vesz, és kis hezitálás után a barátnőjével együtt felkeresi a közelben lévő elegáns lakást, hogy megtudjon a férfiról valamit, például a nevét, és vissza tudja neki adni a kutyát. 
A férfinál semmiféle irat nem volt, a mobiltelefonja pedig a csatornába esett.
Darcy elhatározza, hogy segít neki ezen a karácsonyon, és azon kapja magát, hogy már ki is lépett a komfortzónájából, amikor a kutyát egy estére magánál tartja.
Végül kiderül, hogy a férfit melyik kórházba vitték. A férfi azonban a baleset következtében amnéziás lett, semmire nem emlékszik, még a saját nevére sem. Amikor Darcy megjelenik a kutyával a kórházban, először nem akarják beengedni a kutyát, de amikor elmondja, hogy az az amnéziás férfié, a doktornő engedélyezi, mivel a kutya esetleg beindíthatja a férfi emlékezetét. Azonban a drámai felismerés elmarad. Darcy a lakásból egy fiatal, csinos nő fényképét is magával vitte a kórházba, feltételezve, hogy az a férfi barátnője lehet, de a férfi a képre sem reagál.
Amikor a doktornő engedélyezi az utcai sétát, Darcy mindenfelé elviszi a férfit, hátha valamelyik helyszín ismerős lesz neki. Kiderül, hogy jól bánik a gyerekekkel. 
A fiatal nő fényképének hátulján egy New York-i operaház nevét találja, ezért Darcy odautazik (bár sohasem szokott utazni). Ott nem akarják kiadni neki a hölgy nevét, de amikor elmondja, hogy miért kell, megkapja a nő telefonszámát. Felhívja a számot, de kiderül, hogy a férfi nem a nő barátnője. Azonban ad egy másik telefonszámot, ami a férfi barátjáé.
Amikor Darcy őt is felhívja, kiderül, hogy a baleset szenvedett férfi az ő barátja, aki a lakásában lakik, amíg ő távol van, és a kutyájáról is gondoskodik. 
Apránként összerakják közösen a részleteket a férfi életéből, és mivel sokat vannak együtt, érzelmileg is egyre közelebb kerülnek egymáshoz. Amikor a barátja visszatér a saját lakásába, elmondja Darcy-nak (és a barátjának) a nevét, és megadja a férfi nővérének a lakcímét, ahová karácsonykor el szokott utazni. Amikor a férfi és Darcy odautaznak, egy kisfiú szalad a férfi elé egy házból és megöleli. A férfi számára ez a döntő pillanat, amikor emlékezni kezd a saját életére.
Darcy el akar menni, hogy ne zavarja a családi összejövetelt, de a férfi nem engedi, hogy elmenjen, mivel úgy érzi, hogy most már összetartoznak.

## Szereplők
| Szerep       | Színész          | Magyar hang     |
| ------------ | ---------------- | --------------- |
| Darcy Archer | Ali Liebert      | Laudon Andrea   |
| Aiden Harris | Peter Porte      | Szatory Dávid   |
| Katherine    | Kristin York     | Mezei Kitty     |
| Mrs. Henley  | Tina Lifford     | Nádasi Veronika |
| Nancy nővér  | Brandi Alexander | Madarász Éva    |
| Terrence     | Ken Camroux      | Barbinek Péter  |
| Luigi        | Aurelio Dinunzio | Holl Nándor     |